# Dasyorne brun
Dasyornis brachypterus
Espèce
Statut de conservation UICN

 VU B1ab(ii,iii,iv,v)+2ab(ii,iii,iv,v) : Vulnérable
Le Dasyorne brun (Dasyornis brachypterus) est une espèce de passereau de la famille des Dasyornithidae.

## Répartition
Il est endémique en Australie où on le rencontre tout le long de la côte-est et dans le sud-est.

## Habitat
Il habite les forêts, les fruticées et les prairies tempérées.
Il se nourrit d'insectes et de graines trouvés au sol.
Il est menacé par la perte de son habitat après les incendies de la fin de l'année 2019 en Australie et, plus particulièrement, la population du Nord où ils ne resteraient que quelques individus.

## Sous-espèces
D'après la classification de référence (version 10.1, 2020) du Congrès ornithologique international, cette espèce est constituée des deux sous-espèces suivantes (ordre phylogénique) :
- Dasyornis brachypterus monoides Schodde & Mason, IJ, 1999 — sud-est du Queensland et nord-est de la Nouvelle-Galles du Sud ;
- Dasyornis brachypterus brachypterus (Latham, 1802) — Nouvelle-Galles du Sud.